# Creep (cançó de Radiohead)

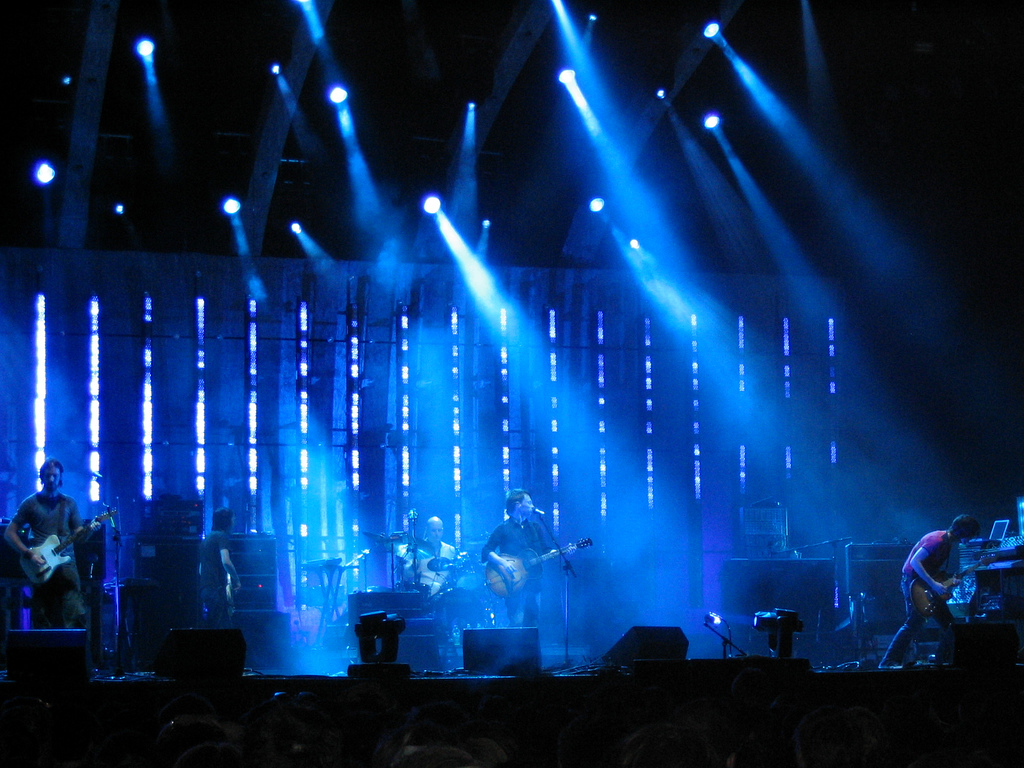
Concert de Radiohead realitzat l'any 2004.

«Creep» és el senzill de debut de la banda britànica Radiohead. Fou llançada l'any 1992 pel seu primer àlbum d'estudi Pablo Honey. Inicialment no va tenir gaire ressò comercial, però el rellançament l'any següent va esdevenir un èxit mundial. En els primers concerts que van realitzar, el públic se centrava en aquesta cançó i no dedicava gaire atenció a la resta, provocant que la banda reaccionés negativament contra «Creep», fins al punt d'eliminar-la del repertori dels seus concerts.
Yorke va compondre «Creep» mentre estudiava a l'Exeter University a final de la dècada del 1980 i estava inspirada en una noia que seguia. En un assaig que va fer el grup davant els productors Sean Slade i Paul Q. Kolderie el 1992, Radiohead va tocar espontàniament la cançó, però aquests es van confondre perquè van pensar que era una versió. Més endavant, quan les sessions d'enregistrament no eren del tot satisfactòries i la tensió començava a fer-se visible, els productors els van demanar que tornessin a tocar la cançó per millorar l'estat d'ànim de la banda. Van gravar la cançó d'una sola tirada i després de la interpretació, tothom va començar a aplaudir. Yorke els va convèncer que la cançó era pròpia i la van escollir com a senzill de debut de Radiohead. Com que tenia diverses similituds amb «The Air That I Breathe» de The Hollies (1973), Albert Hammond i Mike Hazlewood apareixien acreditats com a co-escriptors de «Creep». En la versió llançada a les ràdios dels Estats Units, la línia «So fucking special» fou canviada per «So very especial» per evitar problemes de censura.
La discogràfica EMI va rebre amb entusiasme la cançó i va decidir llançar-la com a senzill. Inicialment va tenir poc èxit al Regne Unit amb el primer llançament produït el setembre de 1992, i fins i tot, BBC Radio 1 va abstenir-se d'emetre la cançó en la seva emissora perquè la trobava massa depressiva. Va arribar al número 78 de la UK Singles Chart després de vendre unes 6000 unitats aproximadament. Radiohead va llançar aviat «Anyone Can Play Guitar» per seguir promocionant Pablo Honey. Casualment, el DJ israelià Yoav Kutner va emetre incessantment «Creep» en la ràdio on treballava i va esdevenir un èxit nacional. Ràpidament va muntar una gira pel país aprofitant l'èxit i a poc a poc va arribar la popularitat a Nova Zelanda, Espanya i països escandinaus. Paral·lelament, l'emissora estatunidenca KITS va introduir una versió censurada de «Creep» en la seva llista esdevenint un nou èxit mundial. Sorpresos per l'èxit, el 1993 van tornar a llançar el senzill davant la gran demanda arribant al número 7 de la llista britànica de senzills.
La demanda per part del públic en els concerts era tal, que el grup va arribar a avorrir-la, de manera que a mitjans de 1998 van decidir deixar d'interpretar-la en els directes excepte en comptades ocasions. Diversos artistes han realitzat versions de «Creep», per exemple, Prince, The Pretenders, Moby o Vasco Rossi que la va traduir a l'italià amb el títol de «Ad Ogni Costo».

## Llista de cançons
Llançament original (Regne Unit)
1. «Creep» – 3:55
2. «Lurgee» – 3:07
3. «Inside My Head» – 3:12
4. «Million Dollar Question» – 3:18

Casset
1. «Creep» – 3:56
2. «Faithless, the Wonder Boy»

Rellançament CD 1993 (Regne Unit)
1. «Creep» (Versió àlbum) – 3:58
2. «Yes I Am» – 4:25
3. «Blow Out» (Remix)
4. «Inside My Head» (Directe) – 3:07

Rellançament vinil 12" 1993 (Regne Unit)
1. «Creep» (Acústic) – 4:19
2. «You» (Directe) – 3:39
3. «Vegetable» (Directe) – 3:07
4. «Killer Cars» (Directe al Japó) – 2:17